# Операція «Нортвудс»

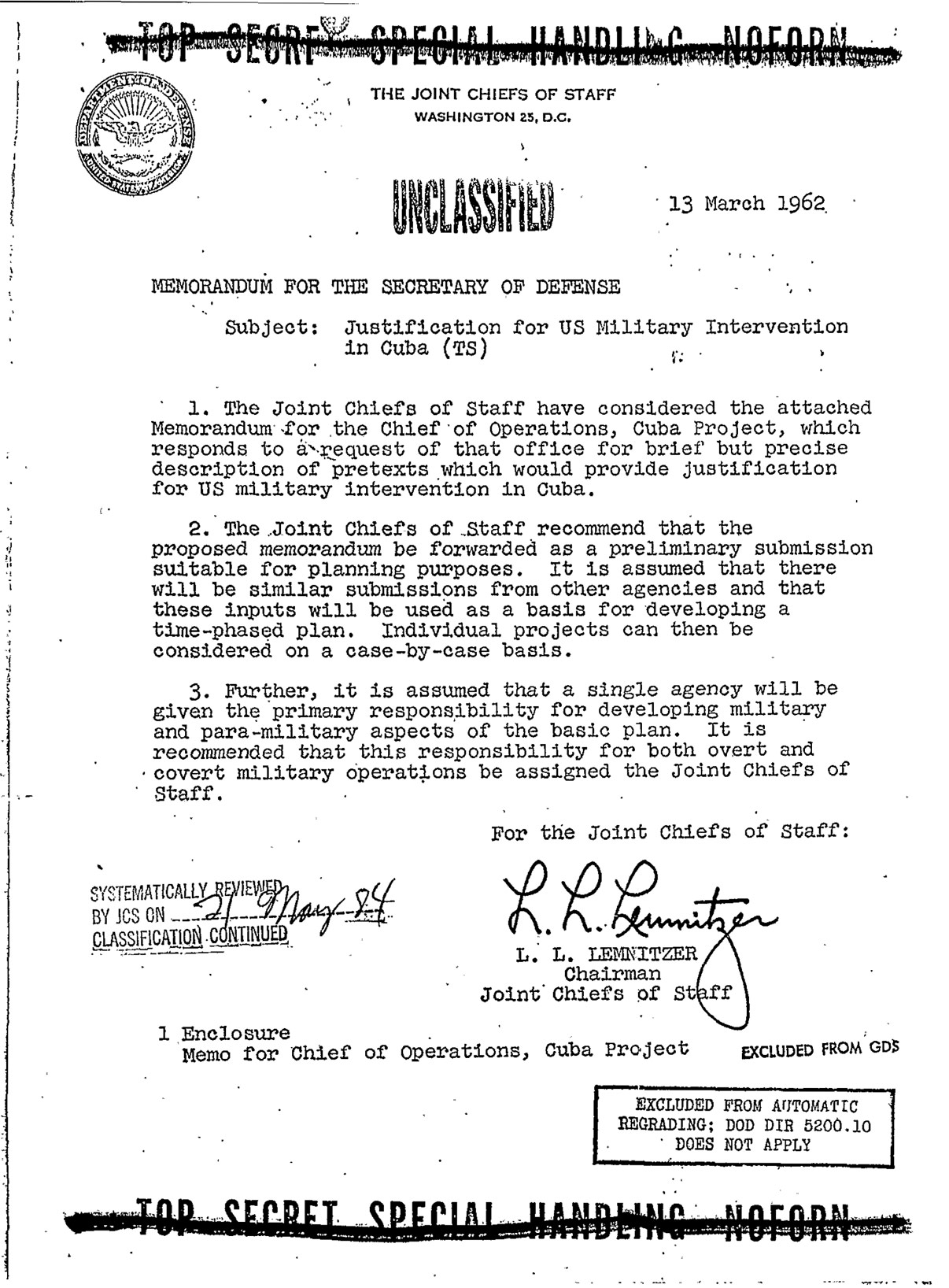
Службова записка по операції «Нортвудс» (13 березня, 1962 року).

Операція «Нортвудс», спланована в 1962 році міністерством оборони США, була покликана підготувати американську громадську думку до збройного вторгнення на Кубу з метою повалення уряду Фіделя Кастро. Операція передбачала здійснення терористичних акцій з уявними чи реальними жертвами на території США, Куби та інших країн, включаючи викрадення літаків, імітацію ворожих дій під чужим прапором, організовані державою акти терору. Операція була частиною розробленої урядом США з ініціативи президента операції «Мангуст», спрямованої проти Куби. Ініціаторами плану виступили ряд високопоставлених чиновників міністерства оборони, включаючи голову об'єднаного комітету начальників штабів генерала Лаймана Лемницера.
13 березня 1962 року міністр оборони Роберт Макнамара представив надсекретний план на розгляд президенту Джону Кеннеді. Однак Кеннеді відхилив проект і незабаром звільнив Лемницера. Незважаючи на це об'єднаний комітет начальників штабів продовжував планування операцій, що полягають у фабрикації ворожих дій кубинської держави.

## Зміст операції
Серед інших розглядалися наступні варіанти операції.
- Організація атак, заворушень і актів саботажу в Гуантанамо.
- Підрив американського корабля або літака, можливо з жертвами серед американських військових.
- Імітація атак «Мігів» на цивільні морські і повітряні судна.
- Фабрикація авіакатастрофи, що спричинила загибель великої кількості американських студентів.
- Організація терактів у Маямі та Вашингтоні, затоплення судна з кубинськими біженцями.

Відповідальність за такі дії повинна була покладатися на кубинські сили для виправдання подальшої американської агресії проти Куби.